# تصفيات كأس العالم 2014 – أوروبا المجموعة د
تصفيات كأس العالم لكرة القدم 2014 أوروبا المجموعة D هي إحدى مجموعات اليويفا المؤهلة لكأس العالم لكرة القدم 2014. وتضم المجموعة هولندا، وتركيا، والمجر، ورومانيا، وإستونيا، وأندورا.
فائز المجموعة سوف يتأهل بشكل مباشر إلى نهائيات كأس العالم 2014. ومن بين أصحاب المركز الثاني في المجموعات التسع، سيتقدم أفضل ثمانية (يتم تحديدهم عن طريق نتائجهم ضد الفرق أصاحب المركز الأول، والثالث، والرابع، والخامس فقط لتحقيق التوازن بين الجماعات المختلفة) احتلوا المركز الثاني إلى المباريات الفاصلة، حيث سيتم تقسيمهم إلى أربعة مواجهات ذهاب وإياب لتحديد هوية المتأهلين الأربع الآخرين.

## الترتيب
| الفريق      | لعب | ف | ت | خ  | أ.له | أ.ع | أ.ف | نقاط |  | هولندا | رومانيا | المجر | تركيا | إستونيا | أندورا |
| ----------- | --- | - | - | -- | ---- | --- | --- | ---- |  | ------ | ------- | ----- | ----- | ------- | ------ |
| هولندا (Q)  | 10  | 9 | 1 | 0  | 34   | 5   | +29 | 28   |  | —      | 4–0     | 8–1   | 2–0   | 3–0     | 3–0    |
| رومانيا (A) | 10  | 6 | 1 | 3  | 19   | 12  | +7  | 19   |  | 1–4    | —       | 3–0   | 0–2   | 2–0     | 4–0    |
| المجر       | 10  | 5 | 2 | 3  | 21   | 20  | +1  | 17   |  | 1–4    | 2–2     | —     | 3–1   | 5–1     | 2–0    |
| تركيا       | 10  | 5 | 1 | 4  | 16   | 9   | +7  | 16   |  | 0–2    | 0–1     | 1–1   | —     | 3–0     | 5–0    |
| إستونيا     | 10  | 2 | 1 | 7  | 6    | 20  | −14 | 7    |  | 2–2    | 0–2     | 0–1   | 0–2   | —       | 2–0    |
| أندورا      | 10  | 0 | 0 | 10 | 0    | 30  | −30 | 0    |  | 0–2    | 0–4     | 0–5   | 0–2   | 0–1     | —      |

## المباريات
تم تحديد جدول المباريات في اجتماع عقد في أمستردام، هولندا يوم 24 أكتوبر 2011. ولكن الأطراف المعنية لم تتوصل لاتفاق، ليتحدد الجدول الزمني في وقت لاحق. وقد أعطى الفيفا فرق المجموعة حتى أواخر ديسمبر 2011 لوضع الصيغة النهائية للجدول الزمني. تم تحديد المباريات في قرعة أجريت يوم 21 ديسمبر في أمستردام.
| إستونيا | 0–2   | رومانيا                |
| ------- | ----- | ---------------------- |
|         | تقرير | تورجي 56' · ماريكا 76' |

| أندورا | 0–5   | المجر                                                      |
| ------ | ----- | ---------------------------------------------------------- |
|        | تقرير | يوهاس 12' · غيرا 33' · سالاي 54' · بريسكين 68' · كومان 82' |

| هولندا                        | 2–0   | تركيا |
| ----------------------------- | ----- | ----- |
| فان بيرسي 17' · نارسينغ 90+3' | تقرير |       |

| رومانيا                                          | 4–0   | أندورا |
| ------------------------------------------------ | ----- | ------ |
| تورجي 29' · لازار 44' · غامان 90' · ماكسيم 90+3' | تقرير |        |

| تركيا                            | 3–0   | إستونيا |
| -------------------------------- | ----- | ------- |
| إمره 44' · بولوت 60' · إينان 75' | تقرير |         |

| المجر              | 1–4   | هولندا                                         |
| ------------------ | ----- | ---------------------------------------------- |
| دجودجاك 7' (ركلة.) | تقرير | لنز 3'، 53' · مارتينز إيندي 19' · هونتيلار 75' |

| تركيا | 0–1   | رومانيا    |
| ----- | ----- | ---------- |
|       | تقرير | جروزاف 45' |

| إستونيا | 0–1   | المجر      |
| ------- | ----- | ---------- |
|         | تقرير | هاينال 46' |

| هولندا                                   | 3–0   | أندورا |
| ---------------------------------------- | ----- | ------ |
| فان در فارت 7' · هونتيلار 15' · شاكن 50' | تقرير |        |

| أندورا | 0–1   | إستونيا  |
| ------ | ----- | -------- |
|        | تقرير | أوبر 57' |

| رومانيا    | 1–4   | هولندا                                                                 |
| ---------- | ----- | ---------------------------------------------------------------------- |
| ماريكا 40' | تقرير | لنز 9' · مارتينز إيندي 29' · فان در فارت 45+1' (ركلة.) · فان بيرسي 86' |

| المجر                                    | 3–1   | تركيا      |
| ---------------------------------------- | ----- | ---------- |
| كومان 31' · سالاي 50' · غيرا 57' (ركلة.) | تقرير | إردينج 22' |

| أندورا | 0–2   | تركيا                   |
| ------ | ----- | ----------------------- |
|        | تقرير | إينان 30' · يلماز 45+1' |

| المجر                            | 2–2   | رومانيا                          |
| -------------------------------- | ----- | -------------------------------- |
| فانزاك 16' · دجودجاك 71' (ركلة.) | تقرير | موتو 68' (ركلة.) · كيبتشيو 90+2' |

| هولندا                                     | 3–0   | إستونيا |
| ------------------------------------------ | ----- | ------- |
| فان در فارت 47' · فان بيرسي 72' · شاكن 84' | تقرير |         |

| إستونيا                 | 2–0   | أندورا |
| ----------------------- | ----- | ------ |
| انير 45+1' · ليندبر 61' | تقرير |        |

| تركيا     | 1–1   | المجر    |
| --------- | ----- | -------- |
| يلماز 64' | تقرير | بوده 71' |

| هولندا                                                 | 4–0   | رومانيا |
| ------------------------------------------------------ | ----- | ------- |
| فان در فارت 12' · فان بيرسي 56'، 65' (ركلة.) · لنز 90' | تقرير |         |

| رومانيا                              | 3–0   | المجر |
| ------------------------------------ | ----- | ----- |
| ماريكا 2' · بينتيلي 31' · تاناسي 88' | تقرير |       |

| تركيا                                         | 5–0   | أندورا |
| --------------------------------------------- | ----- | ------ |
| بولوت 35'، 39'، 67' · يلماز 64' · توران 90+2' | تقرير |        |

| إستونيا           | 2–2   | هولندا                            |
| ----------------- | ----- | --------------------------------- |
| فاسيلييف 18'، 57' | تقرير | روبن 2' · فان بيرسي 90+4' (ركلة.) |

| رومانيا | 0–2   | تركيا                    |
| ------- | ----- | ------------------------ |
|         | تقرير | يلماز 22' · إردينج 90+4' |

| أندورا | 0–2   | هولندا             |
| ------ | ----- | ------------------ |
|        | تقرير | فان بيرسي 50'، 54' |

| المجر                                                              | 5–1   | إستونيا  |
| ------------------------------------------------------------------ | ----- | -------- |
| كلافان 11' (ضد.) · هاينال 21' · بوده 41' · نيميت 69' · دجودجاك 85' | تقرير | كينك 48' |

| أندورا | 0–4   | رومانيا                                                 |
| ------ | ----- | ------------------------------------------------------- |
|        | تقرير | كيشيرو 43' · ستانكو 53' · تورجي 63' (ركلة.) · لازار 85' |

| إستونيا | 0–2   | تركيا                 |
| ------- | ----- | --------------------- |
|         | تقرير | بولوت 22' · يلماز 46' |

| هولندا                                                                                             | 8–1   | المجر               |
| -------------------------------------------------------------------------------------------------- | ----- | ------------------- |
| فان بيرسي 16'، 44'، 53' · ستروتمان 25' · لنز 38' · ديفيتشري 65' (ضد.) · فان در فارت 86' · روبن 90' | تقرير | دجودجاك 47' (ركلة.) |

| المجر                         | 2–0   | أندورا |
| ----------------------------- | ----- | ------ |
| نيكوليتش 51' · ليما 76' (ضد.) | تقرير |        |

| رومانيا                 | 2–0   | إستونيا |
| ----------------------- | ----- | ------- |
| ماريكا 30' (ركلة.)، 81' | تقرير |         |

| تركيا | 0–2   | هولندا               |
| ----- | ----- | -------------------- |
|       | تقرير | روبن 8' · سنايدر 47' |

ملاحظات
1. ↑  لعبت مباراة المجر ورومانيا بدون جمهور بسبب عقوبات الفيفا وذلك نتيجة للهتافات العنصرية من قبل الجماهير المجرية في مباراة ودية ضد إسرائيل في 15 أغسطس 2012.[2]

## الهدافين
عدد الأهداف المُسجلة  96 هدفًا  في 30 مباراة، بمتوسط 3.2 هدفًا في المباراة الواحدة.
11 هدفا
- روبين فان بيرسي

5 أهداف
- جيريماين لنز
- رافاييل فان در فارت
- سيبريان ماريكا
- أوموت بولوت
- براق يلماز

4 أهداف
- بالاج دجودجاك

3 أهداف
- آريين روبن
- غابرييل تورجي

هدفان
- كونستانتين فاسيلييف
- دانييل بوده
- زولتان غيرا
- تاماش هاينال
- فلاديمير كومان
- آدم سالاي
- كلاس يان هونتيلار
- برونو مارتينز إيندي
- روبن شاكن
- كوستين لازار
- مولود إردينج
- سلجوق إينان

هدف
- هنري أنير
- تارمو كينك
- جويل ليندبر
- أندريس أوبر
- رولاند يوهاس
- كريستيان نيميت
- نيمانيا نيكوليتش
- باماش بريسكين
- ڤيلموش ڤانتساك
- لوسيانو نارسينغ
- ويسلي سنايدر
- كيفن ستروتمان
- ألكساندرو كيبتشيو
- فاليريكا غامان
- غيورغي جروزاف
- ألكساندرو ماكسيم
- أدريان موتو
- ميهاي بينتيلي
- كريستيان تاناسي
- كلاوديو كيشيرو
- بوغدان ستانكو
- إمره بلوز أوغلي
- أردا توران

هدف ذاتي
- إيلديفونس ليما (ضد المجر)
- سيلارد ديفيشيري (ضد هولندا)
- راجنار كلافان (ضد المجر)

## وصلات خارجية
- نتائج وجدول مجموعة اليويفا D (نسخة FIFA.com)
- نتائج وجدول مجموعة اليويفا D (نسخة UEFA.com)